# Until You Come Back to Me (That's What I'm Gonna Do)
Until You Come Back to Me (That's What I'm Gonna Do) è una canzone soul registrata dalla cantante statunitense Aretha Franklin. La canzone fu scritta da Stevie Wonder, Clarence Paul e Morris Broadnax. Il brano fu prodotto da Jerry Wexler, Tom Dowd, Arif Mardin e dalla stessa Franklin, ed originariamente fu inserito nell'album del 1973 Let Me in Your Life.

## Cover
Stevie Wonder registrò il brano già nel 1966, quindi prima della stessa Franklin, tuttavia la sua versione non apparve mai in nessuna pubblicazione prima del 1977. Nel 1984 il brano è stato registrato anche da Luther Vandross ,nel 1990 da Basia nell'album London Warsaw New York, e nel 2004 da Cyndi Lauper.

## Tracce
1. Until You Come Back to Me (That's What I'm Gonna Do)
2. If You Don't Think

## Classifiche
| Classifica (1973)                | Posizione più alta |
| -------------------------------- | ------------------ |
| U.S. Billboard Hot 100           | 3                  |
| U.S. Billboard Hot Black Singles | 1                  |
| Regno Unito                      | 26                 |